# Chalepides alliaceus
Chalepides alliaceus är en skalbaggsart som beskrevs av Hermann Burmeister 1847. Chalepides alliaceus ingår i släktet Chalepides och familjen Dynastidae. Inga underarter finns listade i Catalogue of Life.